# Vì sao lạc (phim truyền hình)
Vì sao lạc hay Sakul Ka (tiếng Thái: สกุลกา) là một bộ phim truyền hình Thái Lan dài 26 tập, khởi chiếu vào năm 2009. Bộ phim có sự góp mặt của các tài tử Thái Lan nổi tiếng như Patiparn Pataweekarn (Mos), Wannarot Sonthichai (Vill), Chaiyapol Pupart (New),...

## Nội dung
Duang là người giúp việc trong một gia đình giàu có và có một mối tình bí mật với Rat, người thừa kế của gia đình. Sau đó, Duang mang thai và gặp rắc rối nên quyết định bỏ đi và đến ở với người chị gái Suda ở một khu ổ chuột. Duang đã sinh ra một người con gái tên là Dao (Vill). Để có tiền sinh sống và nuôi con, Duang phải làm việc trong một nhà chứa. Xấu hổ về nghề nghiệp của mình, Duang đã yêu cầu chị gái thay mình trở thành mẹ trên danh nghĩa của Dao.
Khi Dao lớn lên, đi học và thân thiết với một người bạn tên là Pom. Anh trai của Pom - Poo đã yêu Dao ngay từ lần đầu tiên gặp gỡ. Pom và Poo có một người chú tên là Nong (Mos), một người thành đạt. Nong đã thay thế anh trai chăm sóc và nuôi dưỡng Pom và Poo. Khi Nong có việc phải đến trường của hai người cháu, Nong đã gặp Dao và giữa hai người có ấn tượng tốt về nhau nhưng không hề biết về thân thế của đối phương. Sau đó có một số việc xảy ra nên Nong đã hiểu lầm và trở nên lạnh lùng với Dao.
Rat, ba ruột của Dao hiện đang rất thành đạt và đã kết hôn với Walai nhưng không có con. Khi Rat gặp lại Dao, giữa họ đã có tình cảm tốt đẹp và Rat muốn nhận Dao làm con gái nuôi. Sau đó Dao đã dọn vào sống cùng với gia đình Rat. Wadee, cháu gái của Walai, đang yêu Nong nên rất ghét và luôn ghen tị với Dao khi Wadee biết rõ rằng Nong thực sự thích Dao.
Sau khi trải qua nhiều biến động trong cuộc sống, Dao nhận ra người đàn ông duy nhất luôn ở trong tim cô không phải là Poo - một chàng trai lãng mạn, quyến rũ mà chính là Nong, một người đàn ông lạnh lùng không bao giờ có thể quên được.

## Diễn viên
- Patiparn Pataweekarn (Mos) vai Pongsakorn Thepborirak/Nong
- Wannarot Sonthichai (Vill) vai Dao
- Alicha Laisuthruklai vai Rattanawadee/Wadee
- Anatpol Sirichoomsang vai Ton
- Chaiyapol Pupart vai Patiya/Poo
- Woranan Jantararatchamee vai Pakawadee/Pom
- Cindy Burbridge vai Walai
- Anuwat Niwatawong vai Rat
- Ratchaneekorn Phanmanee (Tom) vai Duang
- Chanana Nutakom (Dee) vai Waree (chị của Walai, mẹ của Wadee)
- Nahatai Pijitra vai Suda
- Boriboon Janreurng (Tuk) vai Piroj
- Pattra Apirathkul vai Miew (thư ký của Nong)

## Ca khúc nhạc phim
- แล้วฉันจะรักเธอได้อย่างไร / Laaw Chun Ja Ruk Tur Dai Yahng Rai – Gam Wichayanee
- มีแค่หัวใจ / Mee Kae Hua Jai – Gam Wichayanee

## Phát sóng
- Thái Lan: Bộ phim được phát sóng trên đài Channel 5 từ ngày 4 tháng 5 năm 2009.
- Trung Quốc: Bộ phim được phát sóng trên đài Truyền hình An Huy từ ngày 3 tháng 1 năm 2010.[1]
- Việt Nam: Bộ phim được Việt Nam mua bản quyền và phát sóng trên kênh TodayTV từ ngày 15 tháng 4 năm 2014.[2][3]